# Ebiti Ndok
Ebiti Ndok-Jegede (Ebiti Onoyom Ndok) sinh ra là một chính trị gia Nigeria. Bà ra tranh cử tổng thống trong cuộc bầu cử tổng thống năm 2011 dưới nền tảng của Đảng Phát triển Quốc gia Thống nhất, một đảng mà bà từng giữ chức Chủ tịch Quốc gia.

## Cuộc đời và sự nghiệp
Sinh ra ở Ibadan, thủ đô của bang Oyo, Tây Nam Nigeria, Ndok-Jegede là người gốc bang Akwa Ibom, Nigeria. Bà bắt đầu sự nghiệp của mình như một y tá thực hành tại Bệnh viện Đại học, Ibadan trước khi cô đến Vương quốc Anh, nơi bà có bằng Quản lý, Luật và Nghiên cứu Ngoại giao và cũng được đào tạo Phúc lợi Xã hội. Năm 2011, bà là người phụ nữ duy nhất ra tranh cử tổng thống Nigeria dưới nền tảng của Đảng Phát triển Quốc gia Thống nhất, nhận được 98.262 phiếu bầu.

## Cuộc sống cá nhân
Ndok-Jegede đã kết hôn và có bốn đứa con.